# Square Olave-et-Robert-Baden-Powell
Le square Olave-et-Robert-Baden-Powell est un espace vert du 17e arrondissement de Paris, en France.

## Situation et accès
Le square Olave-et-Robert-Baden-Powell est situé dans l'ouest du 17e arrondissement, à proximité du boulevard Pereire. Son plan au sol est assez simple (grossièrement, deux zones rectangulaires placées l'une à côté de l'autre) ; il mesure environ 80 m dans sa longueur maximale du nord au sud, et 70 m d'est en ouest. Au total, il occupe 4 130 m2, une superficie moyenne pour un square parisien.
Le square est entouré d'immeubles sur la quasi-totalité de son périmètre, à l'exception du côté est, bordé par la rue Bayen.
Il s'agit d'un espace vert labellisé de la ville de Paris.
Le square possède deux accès : le premier est situé sur la rue Bayen, à l'est. Le second est un étroit corridor d'une trentaine de mètres de long pour moins de trois de large, s'ouvrant entre le 178 et le 182, boulevard Pereire.
Les stations de métro les plus proches sont Porte de Champerret et Pereire, sur la ligne 3, 500 m au nord-est et par la ligne C du RER à la gare de Pereire - Levallois.

## Origine du nom
Il rend hommage à Olave St Clair Baden-Powell (1889-1977) et à son époux, Robert Baden-Powell (1857-1941), le fondateur du scoutisme et du guidisme.

## Historique
Le square créé en 1979 a porté jusqu’en décembre 2014 le nom du chimiste Pierre Bayen (1725-1798), également éponyme de la voisine rue Bayen.
En décembre 2014, il est renommé « square Olave-et-Robert-Baden-Powell ».